# La Méditerranéenne
La Méditerranéenne était une course de cyclisme sur route hispano-franco-italienne de début de saison. Elle se déroulait au mois de février. Il s'agissait de la deuxième épreuve par étapes sur le territoire français après l'Étoile de Bessèges. Elle faisait partie de l'UCI Europe Tour en catégorie 2.1. 
La course est l'une des courses à étapes organisées dans la région vallonnée de la Provence-Alpes-Côte d'Azur en février, aux côtés de l'Étoile de Bessèges, le Tour du Haut-Var et le Tour La Provence. Ces courses de début de saison sont principalement disputées par des équipes françaises et elles sont considérées comme des courses préparatoires à Paris-Nice, la première épreuve World Tour européenne en mars.

## Historique
La course prend la relève du Tour méditerranéen, créé en 1974 par l'ancien cycliste, vainqueur du Tour de France 1966, Lucien Aimar. L'édition 2015 du Tour méditerranéen est annulée en raison de primes de courses non versées sur l'épreuve 2014. En 2016, il est remplacé aux mêmes dates par « La Méditerranéenne », avec un nouvel organisateur : l'Olympique Club d'Azur présidée par Jean-Luc Wrobel.
Le parcours est également différent, puisqu'il n'emprunte plus les routes du mont Faron et fait étape dans d'autres pays comme l'Espagne et l'Italie.
Initialement prévue en quatre étapes, la deuxième édition est réduite à deux étapes puis annulée à cause de « l'absence de motards de la gendarmerie ».

## Palmarès
| Année | Vainqueur     | Deuxième           | Troisième     |
| ----- | ------------- | ------------------ | ------------- |
| 2016  | Andriy Grivko | Matthieu Ladagnous | Jan Bakelants |